# Javier Concepción
Javier Octavio Concepción Rojas (Havana, 27 de dezembro de 1987) é um jogador de voleibol cubano que atua na posição de central.

## Carreira
Javier Concepción é membro da seleção cubana de voleibol masculino. Em 2016, representou seu país nos Jogos Olímpicos de Verão no Rio de Janeiro, que ficou em 11º lugar.
Em 2019 representou a seleção cubana na conquista do vice-campeonato na Challenger Cup realizada em Liubliana, também representou seu país na edição dos Jogos Pan-Americanos de 2019 em Lima quando conquistou a medalha de prata.

## Clubes
| Anos      | Clube                  |
| --------- | ---------------------- |
| 2015–2019 | La Habana              |
| 2019–2020 | Obras San Juan Voley   |
| 2020–2021 | Indykpol AZS Olsztyn   |
| 2021–     | Alterna Stade Poitevin |

## Premiações individuais
- 2017: Copa Pan-Americana Sub-21 – Melhor central
- 2023: Jogos Centro-Americanos e do Caribe – Melhor sacador